# Moisés Lira Serafín
Pour les articles homonymes, voir Serafín.
 (septembre 2024).
La mise en forme du texte ne suit pas les recommandations de Wikipédia : il faut le « wikifier ».
Les points d'amélioration suivants sont les cas les plus fréquents. Le détail des points à revoir est peut-être précisé sur la page de discussion.
- Les titres sont pré-formatés par le logiciel. Ils ne sont ni en capitales, ni en gras.
- Le texte ne doit pas être écrit en capitales (les noms de famille non plus), ni en gras, ni en italique, ni en « petit »…
- Le gras n'est utilisé que pour surligner le titre de l'article dans l'introduction, une seule fois.
- L'italique est rarement utilisé : mots en langue étrangère, titres d'œuvres, noms de bateaux, etc.
- Les citations ne sont pas en italique mais en corps de texte normal. Elles sont entourées par des guillemets français : « et ».
- Les listes à puces sont à éviter, des paragraphes rédigés étant largement préférés. Les tableaux sont à réserver à la présentation de données structurées (résultats, etc.).
- Les appels de note de bas de page (petits chiffres en exposant, introduits par l'outil «  Source ») sont à placer entre la fin de phrase et le point final[comme ça].
- Les liens internes (vers d'autres articles de Wikipédia) sont à choisir avec parcimonie. Créez des liens vers des articles approfondissant le sujet. Les termes génériques sans rapport avec le sujet sont à éviter, ainsi que les répétitions de liens vers un même terme.
- Les liens externes sont à placer uniquement dans une section « Liens externes », à la fin de l'article. Ces liens sont à choisir avec parcimonie suivant les règles définies. Si un lien sert de source à l'article, son insertion dans le texte est à faire par les notes de bas de page.
- La présentation des références doit suivre les conventions bibliographiques. Il est recommandé d'utiliser les modèles {{Ouvrage}}, {{Chapitre}}, {{Article}}, {{Lien web}} et/ou {{Bibliographie}}. Le mode d'édition visuel peut mettre en forme automatiquement les références.
- Insérer une infobox (cadre d'informations à droite) n'est pas obligatoire pour parachever la mise en page.

Pour une aide détaillée, merci de consulter Aide:Wikification.
Si vous pensez que ces points ont été résolus, vous pouvez retirer ce bandeau et améliorer la mise en forme d'un autre article.
Moisés Lira Serafín, né le 16 septembre 1893 à Zacatlán et mort le 25 juin 1950 à Mexico, est un prêtre catholique mexicain, premier membre des Missionnaires de l'Esprit Saint, qui déploya une grande activité sacerdotale et fonda les Sœurs missionnaires de la Charité de Marie Immaculée. Il est vénéré comme bienheureux par l'Église catholique, et fêté le 25 juin.

## Biographie

### Jeunesse
Moisés Lira Serafín est le 7ème enfant d'une famille modeste et profondément religieuse. Son père est instituteur et sa mère travaille aux champs. À l'âge de 5 ans il est orphelin de mère, une épreuve qui le marquera profondément. La pauvreté conduit la famille à une vie itinérante, à la recherche de travail. Cette instabilité jointe à l'épreuve de la mort de la mère crée chez le jeune Moises une certaine fragilité affective et un caractère rebelle. Il est pris en charge par un prêtre, le chanoine Francisco Cura. Il grandit alors dans sa vie spirituelle et dans l'équilibre de sa personnalité. Il décide de prendre sa vie en main et discerne progressivement son attrait pour le sacerdoce.
Moises va déployer de grands efforts pour persévérer dans cette voie, face à l'opposition de son père qui est en incapacité de payer ses études ecclésiastiques. Soutenu par la directice d'un collège de jeunes filles, il entre d'abord dans un petit séminaire tenu par les Pères Oratoriens, puis intègre le grand séminaire de Zacatlán en 1910. Il se sent appelé au sacerdoce, non comme prêtre séculier mais comme religieux.

### Fondation desMissionnaires de l'Esprit Saint
C'est alors qu'il fait la rencontre, en 1914, du Père Félix de Jésus Rougier, missionnaire français qui a eu l'inspiration de fonder une société de religieux apostoliques. Moises est séduit par le projet, et obtient de l'archevêque un essai de fondation avec le Père Rougier. Tandis que le Mexique connaît alors un fort mouvement anticlérical et que l'Église est persécutée, le Père Rougier envoie Moises se former à Cuba. Il est arrêté à Veracruz et emprisonné plusieurs jours, avant d'être relâché.
C'est donc dans la clandestinité que va se lancer la fondation. Le 25 décembre 1914, dans le  Sanctuaire Notre-Dame-de-Guadalupe, le Père Rougier, le Père Domingo et Moises, accompagnés de l'archevêque de Puebla, Mgr Ramon Ibarra y Gonzalez, consacrent à la Sainte Vierge leurs personnes et le projet de nouvelle congrégation religieuse. C'est la date retenue comme la fondation des Missionnaires de l'Esprit Saint. La finalité de leur congrégation : le ministère de la confession et la diffusion du culte eucharistique.
Moises devient ainsi le premier novice de la congrégation. Il reçoit l'habit religieux des mains de Mgr Ibarra le 16 janvier 1916. À cause du climat très violent des persécutions anticléricales, son noviciat est marqué par une vie d'itinérance, sous la conduite du Père Rougier. En 1920, le Père Rougier l'envoi fonder la seconde maison de Missionnaires du Saint-Esprit, avec de nouvelles recrues, à Morelia. C'est là qu'il est ordonné prêtre le 14 mai 1922 par Mgr Leopoldo Ruiz y Flores.

### Persécution et exil
Le Père Moises, en plus d'être le supérieur de la communauté de Morelia, prêche un grand nombre de missions populaires, fait le catéchisme, et passe entre 6 et 8 heures par jour au confessionnal. Il accompagnera à plusieurs reprises saint Raphaël Guízar Valencia, évêque de Veracruz, dans ses tournées missionnaires dans les campagnes mexicaines.
Malgré le durcissement des Lois du président Calles, qui interdit l'administration des sacrements et la célébration du culte, le Père Moises poursuit son ministère avec une grande activité, dans la clandestinité. Il confesse, célèbre la Messe, donne les sacrements, au péril de sa vie. De nombreux prêtres, dans cette période marquée par le mouvement des cristeros, seront arrêtés, torturés et tués. Inquiet pour sa vie, le Père Rougier décide de lui faire quitter le Mexique et l'envoi participer à la fondation d'une maison de la congrégation à Rome, en novembre 1926. Il y restera deux ans, étudiant la théologie à l'Université Grégorienne.

### Apostolat au Mexique
De retour au Mexique, il participe à la fondation du Temple expiatoire San Felipe de Jesús à Mexico. C'est là qu'il va déployer un grand ministère de confesseur, confessant plus de 10 heures par jour, au point que ses confrères le qualifie de "martyr du confessionnal". Il devient aussi un directeur spirituel recherché, pour la qualité et la pertinence de son accompagnement spirituel. En plus de ces activités, il participe au déploiement de la Congrégation des Missionnaires de l'Esprit Saint, notamment en tant qu'économe général, et par la fondation de nombreuses maisons.
À Mexico, des paroissiennes l'aident à faire le catéchisme, à organiser des groupes de prière et à l'aider dans son ministère paroissial. Cela débouche à la fondation de la congrégation des Sœurs missionnaires de la Charité de Marie Immaculée, le 29 mars 1934. Le but de cette nouvelle famille religieuse est de raviver la foi chrétienne dans la population mexicaines, en soutien du ministère sacerdotal, après les persécutions menées contre l'Église. Au nombre grandissant des Sœurs, il leur transmet sa spiritualité, qu'il cultive depuis plusieurs années, et qui est imprégnée de celle de sainte Thérèse de Lisieux : la voie de l'enfance. Se faire tout petit pour devenir un grand saint.
A partir de 1947, épuisé à la tâche, son état de santé se détériore considérablement. Atteint par la goutte, il mène toutefois ses activités avec toujours autant d'énergie et se montre patient et heureux de souffrir, pour les âmes dit-il. Le 21 février 1949, le Père Moises a la consolation de voir la Congrégation des Sœurs missionnaires de la Charité de Marie Immaculée être reconnue par le pape Pie XII. Il meurt après plusieurs jours de douleurs, le 25 juin 1950, âge de 56 ans, entouré de la vénération de ses frères prêtres et de ses religieuses. Ses obsèques furent suivies par plusieurs milliers de personnes.

## Vénération

### Béatification

#### Enquête sur les vertus
La procédure de béatification et de canonisation de Moisés Lira Serafin débute en 2000 dans le diocèse de Mexico. L'enquête diocésaine se clôture le 25 octobre 2001 et elle est envoyée sous la forme d'une Positio à Rome, pour y être étudiée par la Congrégation pour les causes des saints.
Au terme de l'enquête sur sa vie, le pape François reconnaît, le 27 mars 2013, l'héroïcité de ses vertus et le déclare vénérable.

#### Reconnaissance d'un miracle
En 2004, à une femme enceinte mexicaine qui faisait un contrôle à son sixième mois de gestation fut diagnostiqué des lésions fatales pour l'enfant. Les médecins le considéraient perdu. La jeune femme invoqua l'intercession de Moises Lira Sirafin pour la vie de son enfant. Déjouant tout les diagnostics, l'enfant naquit en vie et sans aucune séquelle, le 6 septembre 2004,.
Après plusieurs enquêtes médicales ne pouvant conclure à une explication scientifique, le dossier fut présenté à Rome pour la béatification de Moises Lira Serafin. Le 14 décembre 2023, le pape François signe le décret reconnaissant l'authenticité du miracle attribué à l'intercession de Moisés Lira Serafin, permettant ainsi sa béatification.
Moises Lira Serafin a été solennellement proclamé bienheureux le 14 septembre 2024 au sanctuaire de Guadalupe, à Mexico, lors d'une messe présidée par le cardinal Marcello Semeraro.

### Culte
La fête du bienheureux Moises Lira Serafin se célèbre le 25 juin, jour de sa naissance au ciel, dies natalis.
Sa tombe est exposée à la vénération des fidèles dans le Temple San Felipe de Jesús à Mexico.